# Rocklands Barbeque and Grilling Company
Rocklands Barbeque and Grilling Company é uma cadeia de restaurantes americana sediada em Washington, D.C., que serve principalmente pratos de churrasco. A partir de 2024, tem quatro locais em dois estados. A empresa também opera food trucks e fornece serviços de catering. É uma das cadeias de churrasco mais proeminentes da Costa Leste.

## História
O primeiro estabelecimento foi inaugurado em 1 de dezembro de 1990, em Glover Park, D.C., por John Snedden, que já havia ajudado a assar porcos para os moradores locais quando frequentava a Washington and Lee University. Ele criou o molho de assinatura em 1978 e o chamou de Rocklands, em homenagem à fazenda onde morava. Snedden mudou-se para o Distrito de Columbia em 1983 e começou um negócio de catering em 1987. Em 1995, abriu seu segundo local em Ballston, Virgínia, que fechou em 2007. A rede abriu restaurantes na Capital One Arena e no Nationals Park em 2018 e 2019, respetivamente.

## Menu
A rede possui um extenso cardápio, que inclui costelas, frango, macarrão com queijo, feijão cozido, pão de milho, buffalo wing, molho barbecue, carne de porco desfiada, pit beef, linguiça italiana, sanduíches de vegetais, salmão/peixe grelhado, barriga de porco, peito, cachorros-quentes, hambúrgueres vegetarianos, saladas, salada de repolho, salada de batata, pudim de milho, purê de batata, couve, batatas fritas, anéis de cebola, hushpuppies, chá gelado, limonada e cerveja raiz.

## Localizações
A Rocklands Barbeque tem quatro locais na Virgínia e em Washington, D.C.. Na Virgínia, tem restaurantes em Alexandria e Arlington, enquanto há locais no bairro de Glover Park no Distrito de Columbia e no estádio Nationals Park.